# Золотой остров
Золото́й остров — ныне не существующий остров в дельте Невы, в протоке между островами Вольным (также не существует) и Декабристов. Происхождение названия острова доподлинно не установлено. Золотой остров, в силу своей небольшой площади, являлся небольшой песчаной отмелью Вольного острова и иногда включался в группу Вольных островов, существовавших до их слияния в единый остров. Относительную часть времени Золотой остров, также как и Вольный, периодически скрывался под водой, что отображено на некоторых планах дельты Невы XVI—XVIII веков. Присоединён к острову Декабристов вместе с Вольным в 1970 году.